# Packard 110
Packard 110 (Packard One-Ten) – samochód osobowy marki Packard produkowany w latach 1940–1941, w ramach tzw. 18 i 19 serii aut tej marki. W 1940 roku wyprodukowano go w liczbie 62 300 sztuk.
Wprowadzono go jako auto średniej klasy, skierowane do mniej zamożnych klientów. Stąd też montowano w nim silnik 6-cylindrowy. Zastąpił model Six z 1939 roku, jednak już w 1942 powrócono do nazwy Packard Six. Packard 110 był "młodszym bratem" modelu Packard 120, który stanowił przeróbkę modelu Super Eight.
Krytycy zarzucali firmie, iż wprowadzając na rynek modele 6-cylindrowe traciła na reputacji. Packard był już jednym z niewielu niezależnych producentów aut, spychanych z rynku przez "wielką trójkę" z Detroit. W podobnej sytuacji był np. Hudson Motor Car Company. Wprowadzenie tańszych i mniejszych modeli było więc reakcją na sytuację rynkową w Wielkim Kryzysie i chwilowej recesji w roku 1938. Pomogło firmie na uzyskanie stabilizacji finansowej przed przyłączeniem się USA do II wojny światowej.
Packard 110 występował w różnych odmianach nadwozia: Sedan, 2-Door Touring Sedan, 4-Door Touring Sedan, Station Wagon, Deluxe, Business Coupe, Club Coupe, Convertible, Convertible Coupe.
Był pierwszym samochodem z układem klimatyzacji, zaprezentowanym podczas salonu w Chicago. Koszt tego auta wynosił 975 dolarów, a za układ klimatyzacji trzeba był dopłacić 270 dolarów. Klimatyzacja montowana był za tylnymi siedzeniami i była dostępna we wszystkich modelach Packarda.  